# Saugschmerlen
Saugschmerlen (Gyrinocheilus) ist eine Fischgattung und Familie aus der Ordnung der Karpfenartigen, deren Verbreitungsgebiet in Südostasien liegt. Der wissenschaftliche Name Gyrinocheilus besteht aus den griechischen Worten gyrinos („Taumler“, Kaulquappe) und cheile (Lippe) und spielt auf das zum Saugnapf umgebildete Maul der Arten dieser Familie an. Zwei der drei beschriebenen Arten kommen in sauerstoffreichen Fließgewässern im Stromgebiet des Mekong vor, Gyrinocheilus pustulosus lebt in den Flusssystemen des Kapuas, Mahakam und Kayan auf Kalimantan.

## Merkmale
Saugschmerlen werden 28 bis 35 Zentimeter lang. Ihr Maul ist unterständig und zu einem Saugmaul umgebildet mit dem die Fische in der Lage sind, sich an festen Untergründen anzusaugen. Barteln und Schlundzähne (einzigartig unter den Cypriniformes) fehlen. Die Anzahl der Kiemenreusenstrahlen liegt etwa bei 140. Die Schuppenzahl in der Seitenlinienreihe (SL) beträgt 39 bis 43. Die Rückenflosse wird von zehn oder elf Flossenstrahlen gestützt. Da das Maul, an Steinen angesaugt, nicht zur Aufnahme von Atemwasser zur Verfügung steht, wird dieses durch eine kleine, separierte, vertikale Öffnung im Oberteil der Kiemenspalte aufgenommen. Im unteren Teil der Kiemenspalte wird das Atemwasser wieder ausgestoßen. Die Schwimmblase ist zurückgebildet. Saugschmerlen sind Algenfresser.

## Arten
Die Gattung enthält drei Arten:
- Siamesische Saugschmerle: Gyrinocheilus aymonieri (Tirant, 1884)
- Gepunktete Saugschmerle: Gyrinocheilus pennocki (Fowler, 1937)
- Borneo-Saugschmerle: Gyrinocheilus pustulosus Vaillant, 1902

## Nutzung
Saugschmerlen werden zum Verzehr gefangen und sind oft auf den Märkten im Mekonggebiet zu sehen. In Europa und Nordamerika sind sie als Aquarienfische im Handel.